# アルファ (洗剤)
アルファは、ライオンから発売されていた洗濯用洗剤。1985年3月から1989年まで発売。

## 商品概要・歴史
棉・麻・合成繊維の洗濯用。無りん。
従来の洗剤には入っていない新成分「スーパーコントロール成分」を配合、すすぎ時間を半分にした。
キャッチフレーズは「高速すすぎのアルファ」であった。品名ロゴはオレンジ色で「ア」赤で「ル」緑で「フ」青で「ァ」とかかれていた。
しかし、この製品には酵素が配合されなかった。
沿革
1985年3月 - 「ブルーダイヤ」と入れ替わる形で新発売した。発売当初は、大型の粉末洗剤のみであった。
1987年5月 - 液体タイプの製品も発売された。
1989年 - 発売終了。

## アルファの歌
「アルファ〜（アルファ〜）」という歌詞で、合唱のような歌声だった。

## CM出演タレント
- 丘みつ子（1987年 - 1989年）